# Giovanni da Procida
Giovanni da Procida (* 1210 in Salerno; † 1298 in Rom; auch Giovanni III. da Procida) war ein Arzt, der als Diplomat in Diensten der Staufer und Aragonesen, nicht zuletzt durch seine Rolle im Aufstand der Sizilianer gegen Frankreich (Sizilianische Vesper), bekannt wurde.

## Leben
Er war eine vielseitige Persönlichkeit, ein begabter Mediziner und erfolgreicher Arzt, ein geschickter Politiker und Diplomat und dabei ein treuer Anhänger der Staufer. Sein ganzes für die damalige Zeit langes Leben (er starb in Rom im Alter von 88 Jahren) war wichtigen historischen Ereignissen gewidmet, in denen er die Hauptfigur spielte, nicht zuletzt dem Aufstand von Palermo (Sizilianische Vesper). Seine Geburt um 1210 fiel in eine Zeit tiefer Konflikte zwischen Papsttum und Heiligem Römischem Reich, die auch sein ganzes Leben bestimmten.

## Jugend und Studium
Giovanni da Procida stammte aus Salerno und war als Giovanni III. der Sohn von Giovanni II. da Procida und Clemenza Logoteta. Der Nachname stammte von den Hauptbesitztümern der adligen Familie: Insel Procida, Monte di Procida und Misenum (alle am Golf von Neapel gelegen) sowie weiteren Ländereien in der Campana. Allerdings hinterließen seine jeweils kurzen Aufenthalte auf Procida wegen seiner intensiven politischen Aktivitäten keine dokumentarische Spuren.
Nach einer Ausbildung in Literatur und im ritterlichen Umgang mit Waffen studierte Giovanni an der medizinischen Schule von Salerno, wurde schon in jungen Jahren als Arzt bekannt und erhielt einen Lehrstuhl an dieser mittelalterlichen Hochschule.

## Zeit bei Friedrich II.
Kaiser Friedrich II. (1194–1250), der Schirmherr der Bildungsstätte, wurde auf Giovanni aufmerksam und machte ihn zu seinem Leibarzt und Berater, eine Funktion, die er bis zu Friedrichs Tod ausübte.S. 224

## Zeit bei Manfred
Giovanni wirkte auch als Erzieher von Friedrichs Sohn Manfred (1232–1266) und blieb später an Manfreds Seite bis zu dessen Niederlage und Tod in der Schlacht bei Benevent im Februar 1266. Im selben Jahr ging er nach Viterbo (Stadt der Päpste) nördlich von Rom und arrangierte die Heirat seiner Tochter mit dem neapolitanischen Welfen Bartholomäus Caracciolo und begleitete dann das staufische Heer. Nach der Niederlage der Staufer in der Schlacht bei Tagliacozzo im August 1268 floh er nach Venedig. Karl von Anjou (1227–1285) konfiszierte die Güter Giovannis und ließ die Familie von den Besitztümern vertreiben. Dabei wurden Frau und Tochter misshandelt und einer seiner Söhne ermordet.S. 224.

## Geheimdiplomatie
Giovanni da Procida reiste 1269 oder 1270 durch Europa und warb für eine Wiederherstellung der staufischen Herrschaft im Königreich Sizilien.
Die sizilianischen Legenden übergehen Giovannis bedeutende politische Rolle in dieser dramatischen Zeit. Steven Runciman zeigte dagegen, dass da Procida im Zentrum einer „großen politischen Verschwörung“ zur Unterstützung der Staufer (mit Rückendeckung durch die Byzantiner und ihre genuesischen Verbündeten) gegen Karl von Anjou und seinen Verbündeten den Papst stand.S. 226
Giovanni (oder in seinem Auftrag einer seiner SöhneS. 229) reiste 1279 und 1280 nach Sizilien, um die Unzufriedenheit gegen die französische Herrschaft unter Karl von Anjou zu Gunsten des aragonesischen Königs Peter zu schüren. Von dort ging es weiter nach Konstantinopel, um die Unterstützung des byzantinischen Kaisers Michael VIII. Palaeologus (1224–1282) zu erreichen. Michael weigerte sich, dem aragonesischen König ohne päpstliche Zustimmung zu helfen und so wandten sich die diplomatischen Bemühungen Rom zu, wo er die Zustimmung von Papst Nikolaus III. erreichte, der den Machtzuwachs Karls im Mezzogiorno fürchtete.
Giovanni da Procida kehrte dann nach Barcelona zurück. Das Ergebnis dieser Reisen war die Verbindung von byzantinischem Gold und genuesischer Unterstützung mit den aragonesischen Bestrebungen in Sizilien.

## Zeit bei Peter III. von Aragón
Die Geheimdiplomatie Giovanni da Procidas schuf die Bedingungen für den Aufstand von 1282 (Sizilianische Vesper), in deren Verlauf die in Messina vor Anker liegende Kreuzzugs-Invasionsflotte Karls zerstört wurde, die eigentlich Konstantinopel zurückerobern sollte. Damit war Konstantinopel in Sicherheit und Peter III. von Aragón (1240–1285), der Manfreds Erbe durch Heirat angetreten hatte, konnte die Insel Sizilien besetzen.
Peter ernannte Giovanni da Procida am 2. Februar 1283 zu seinem Statthalter auf Sizilien. Giovanni trug die alleinige Verantwortung, als Peter im weiteren Jahresverlauf nach Frankreich zog, weil er von Karl herausfordert wurde. All dies hielt den greisen Diplomaten nicht von der Fortsetzung seiner eifrigen Aktivitäten an den verschiedenen europäischen Königshöfen ab. Auf einer dieser Dienstreisen starb er 1298 in Rom im hohen Alter von 88 Jahren.

## Nachleben
Giuseppe Verdi setzte Giovanni da Procida in seiner Oper Les vêpres siciliennes ein musikalisches Denkmal.